# Хауса
Хауса е народ, обитаващ северната част на Нигерия и югоизточен Нигер. Съставляват значителна част от населението в северните му райони на Нигерия.

## Брой
Към 2003 г. 19 милиона от жителите на Нигерия са принадлежали към тази етническа група, а в Нигер – около 5 милиона, т.е. половината от цялото население на страната. Представители на този етнос могат да се намерят и в други африкански страни – Бенин, Буркина Фасо, Камерун, Гана, Чад, Того и Судан.
- Разпространение на Хауса в Нигер и Нигерия

## История и език
През Средновековието на територията на Хаусаланд съществуват градове-държави (Кано, Зария, Замфара, Кадуна, Даура и др.). Те процъфтяват през 15 – 19 век, когато се превръщат във важни опорни точки по пътя на керванските работници, участващи в транссахарската търговия. Отличават се така наречените истински градове-държави „хауса бакой“. През 19-ти век територията на Хаусаланд е завладяна от народа Фулбе, водени от Усман дан Фодио, основателят на халифата Сокото. Езикът хауса е широко разпространен в Западна Африка. Той принадлежи към чадското афразийско макросемейство.

## Традиции
По-голямата част от тази етническа група изповядва исляма. Малцина принадлежат към традиционните африкански вярвания, а само някои от тях са покръстени.
Основното занимание е земеделието (отглеждане на маниока, сладки картофи, сладки картофи, памук, индиго, фъстъци), занимават се и с животновъдство (овце, кози, коне) и търговия. Занаятите също са отдавна развити (грънчарство, тъкачество, обработка на кожа, тъкане на кошници и рогозки, топене и обработка на мед и желязо).